# Tour de Picardia 2016
El Tour de Picardia 2016, 70a edició del Tour de Picardia, es va disputar entre el 13 i el 15 de maig de 2016 sobre un recorregut de 527,1 km repartits entre tres etapes. La cursa formava part del calendari de l'UCI Europa Tour 2016, amb una categoria 2.1.
La cursa fou guanyada pel francès Nacer Bouhanni (Cofidis), vencedor de les dues primeres etapes d'aquesta cursa. L'acompanyaren al podi el noruec Sondre Holst Enger (IAM Cycling) i el belga Kenny Dehaes (Wanty-Groupe Gobert), vencedor de la darrera etapa. Bouhanni també guanyà la classificació per punts, mentre l'IAM Cycling fou el millor equip.

## Equips
L'organització convidà a prendre part en la cursa a cinc equips World Tour, set equips continentals professionals i quatre equips continentals:
- equips World Tour: AG2R La Mondiale, Astana Qazaqstan Team, FDJ, IAM Cycling, Lotto Soudal
- equips continentals professionals: Cofidis, Wanty-Groupe Gobert, Topsport Vlaanderen-Baloise, Direct Énergie, Roompot Oranje Peloton, Fortuneo-Vital Concept, Delko-Marseille
- equips continentals: HP BTP-Auber 93, Roubaix Lille Métropole, Wallonie-Bruxelles, Armée de Terre

## Etapes
| Etapa | Data       | Recorregut                       |             | Km    | Vencedor d'etapa     | Líder de la general  |
| ----- | ---------- | -------------------------------- | ----------- | ----- | -------------------- | -------------------- |
| 1a    | 13 de maig | Chaumont-en-Vexin – Formerie     | Etapa plana | 176,6 | Nacer Bouhanni (FRA) | Nacer Bouhanni (FRA) |
| 2a    | 14 de maig | Feuquières-en-Vimeu – Flixecourt | Etapa plana | 180,3 | Nacer Bouhanni (FRA) | Nacer Bouhanni (FRA) |
| 3a    | 15 de maig | Saint-Quentin – Guise            | Etapa plana | 179,2 | Kenny Dehaes (BEL)   | Nacer Bouhanni (FRA) |

## Classificació final
|    | Ciclista                   | Equip                  | Temps       |
| -- | -------------------------- | ---------------------- | ----------- |
| 1  | Nacer Bouhanni (FRA)       | Cofidis                | 12h 28' 47" |
| 2  | Sondre Holst Enger (NOR)   | IAM Cycling            | + 13"       |
| 3  | Kenny Dehaes (BEL)         | Wanty-Groupe Gobert    | + 13"       |
| 4  | Jens Debusschere (BEL)     | Lotto Soudal           | + 15"       |
| 5  | Daniel McLay (GBR)         | Fortuneo-Vital Concept | + 17"       |
| 6  | Matthieu Ladagnous (FRA)   | FDJ                    | + 19"       |
| 7  | Kevin Reza (FRA)           | FDJ                    | + 19"       |
| 8  | Tom Devriendt (BEL)        | Wanty-Groupe Gobert    | + 19"       |
| 9  | Andrea Guardini (ITA)      | Astana Qazaqstan Team  | + 21"       |
| 10 | Leonardo Fabio Duque (COL) | Delko-Marseille        | + 21"       |

## Evolució de les classificacions
| Etapa | Vencedor       | Classificació general | Classificació per punts | Classificació per equips |
| ----- | -------------- | --------------------- | ----------------------- | ------------------------ |
| 1     | Nacer Bouhanni | Nacer Bouhanni        | Nacer Bouhanni          | Delko-Marseille          |
| 2     | Nacer Bouhanni | Nacer Bouhanni        | Nacer Bouhanni          | Roompot Oranje Peloton   |
| 3     | Kenny Dehaes   | Nacer Bouhanni        | Nacer Bouhanni          | IAM Cycling              |
| Final | Final          | Nacer Bouhanni        | Nacer Bouhanni          | IAM Cycling              |